# Берёзовская (Волгоградская область)
Берёзовская — станица в Даниловском районе Волгоградской области. Административный центр Берёзовского сельского поселения.
Население — 1769 (2010)

## География
Станица находится в лесостепи, в пределах Приволжской возвышенности, являющейся частью Восточно-Европейской равнины, на левом берегу реки Медведицы, при автодороге 18К-10. 
Высота центра населённого пункта около 100 метров над уровнем моря. Станица занимает относительно ровный участок, слабо наклонённый по направлению к реке Медведице. 
Почвы — чернозёмы южные, в пойме Медведицы — пойменные слабокислые и нейтральные почвы.

### Географическое положение
По автомобильным дорогам расстояние до районного центра посёлка Даниловка — 19 км, до областного центра города Волгоград — 220 км.

### Климат
Климат умеренный континентальный (согласно классификации климатов Кёппена — Dfa). Многолетняя норма осадков — 420 мм. Наибольшее количество осадков выпадает в июне — 49 мм, наименьшее в марте — 22 мм. Среднегодовая температура положительная и составляет + 6,9 °С, средняя температура самого холодного месяца января −9,3 °С, самого жаркого месяца июля +22,3 °С.

## История
Начало сторожевой и станичной службы казаками южных границ Московского государства, в том числе по рекам Хопру и Медведице, относится, по меньшей мере, к XIV—XV столетию. Массовое же заселение реки Медведицы началось в XVII веке после «Раскола» в Русской Православной церкви. Конечно, так или иначе, река Медведица заселилась бы казаками, но Раскол просто ускорил этот процесс.
Станица Берёзовская создавалась, уничтожалась и снова возрождалась три раза.

### Городок Берёзов-Муравский − станица Берёзовская
После жестокого подавления Московским государством старообрядчества и уничтожения всех раскольничьих городков по реке Медведице в 1689 году, оставшиеся в живых казаки разбрелись кто куда. «Березовские» казаки ушли лесом вверх по реке Медведице и в глуши прибрежного леса нашли хороший островок-поляну, площадью почти с гектар и образовали там городок, который назвали — Берёзов-Муравский.
В конце XVII, начале XVIII века на Дону городки стали переименовываться в станицы, так городок Берёзов-Муравский стал станицей Берёзовской, но казаки ещё долго путались в названиях, кто называл городок Березовский, а кто — станица Березовская. Название свое станица Берёзовская получила по «пустовому» Берёзовскому юрту, расположенному в бассейне речки Берёзовки, впадающей в реку Медведицу.
От 1698 года до нас дошли перечни хоперских, бузулуцких и медведицких городков с минимальными сведениями о городках и их жителях, которые принадлежат чиновникам города Тамбова, описывавшим тогда леса для нужд кораблестроения. В их записях среди прочих городков упоминаются городки по реке Медведице: «БЕРЕЗОВСКОЙ — 23 казака, 20 бурлаков. До Малодели водой 8 верст, леса до неё же 2,5 версты».
В конце 1707 года против Российского государства поднял восстание Кондратий Булавин. 26 декабря 1707 года царь Пётр Алексеевич пишет на Дон: «… а вор бунтовщик Булавин с небольшими людьми ушел и явился в ноябре месяце, в первых числах, на Хопре, и на Бузулуке и на Медведице и хощет тоже свое злое дело чинить и по городкам жителей прельщать…». (Москсовский государственный архив Министерства иностранных дел, Донская книга № 22).
Булавинское восстание — первый момент в жизни казаков, когда Донцы столкнулись в открытом бою с Россией, защищая свои земли и образ жизни. Булавин полной и безусловной поддержки донских казаков не получил и, поэтому, 2 июля 1708 года на реке Донце казаки во главе с Кондратием Булавиным были разбиты царскими войсками, сам Булавин позже в Черкасске был убит, и началось «отмщение мятежникам».
Царем Петром I был дан строгий наказ: «Все казачьи городки, лежащие по Донцу, Медведице, Хопру, Бузулуку и Иловле сжечь и разорить до основания, людей рубить и заводчиков сажать на кол и колесовать, ибо сия сарынь (толпа, сброд) ничьим кроме жестокости, не может быть унята».
И вот по этому царскому указу в 1709 году карательными войсками Петра I были сожжены и уничтожены все городки по реке Медведице, в их числе был и городок «Берёзов-Муравский» или станица Берёзовская. Это была месть всем казакам за поддержку восстания Булавина.

### Станица Берёзовская − Старая Станица
После того как городок «Берёзов-Муравский» был сожжен и разорен, наши казаки подались дальше лесом вверх по реке Медведице искать себе новое укромное место для городка. Приблизительно в 3-х километрах выше по течению реки, в глуши леса они остановились у большого озера, впоследствии названного Осадным. Это озеро имело круглую форму, а посередине него был небольшой остров. Вот на этом самом острове казаки и построили свой новый городок.
Более подробно городок описал И. Сулин: «Из урочищ замечательно „Осадное озеро“… оно круглое, на середине его находится остров. В старину он обнесен был рвом и огорожен толстыми деревянными бревнами, в которых вместо амбразур были просверлены дыры для стрельбы из ружей. В случае нападения со стороны неприятеля жители старой станицы спешили укрываться на этом острове». Подтверждение этому можно найти также в записках Императорского русского археологического общества 1899 года, в котором указывается, что сохранились приметные остатки двух городищ близ станицы Березовской, одно из которых на острове.
Название городку казаки оставили старое — станица Берёзовская (сегодня она называется «Старая станица»). Сначала казаков было немного и поэтому они все помещались в самом городке. Жилищем казакам служили: летом — открытые шалаши, крытые чаканом, зимой — землянки, окруженные плетнем, обмазанные глиной, крытые чаконом и соломой. С каждым годом количество казаков быстро увеличивалось, прибивались одиночками и целыми семьями. В самом городке стало тесно. И тогда казаки стали селиться рядом с городком, а в случае какой-либо опасности все быстро бежали в городок на острове, укрывались за крепкими дубовыми стенами и держали там осаду. А отбиваться тогда было от кого. В то время, почти все XVIII столетие, Россия проводила в постоянных войнах, то со Швецией, то с Пруссией, то с Турцией и поэтому все строевые казаки были мобилизованы на эти войны, а в станицах оставались только женщины, «малолетки», да старики. Этим и пользовались татары и ногайцы, которые регулярно делали разбойные набеги на станицы, а старики, женщины и дети постоянно держали осаду. Вот так это озеро и было названо — Осадным.

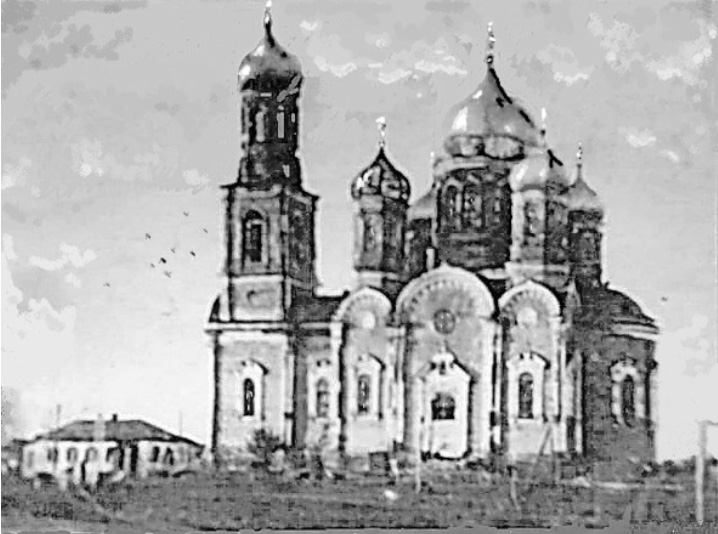
ЦерковьРождества Христова

В 1717 году в станице казаками была построена небольшая церковь во имя «Рождества Христова» с колокольней. С годами старая церквушка ветшала и разрушалась, да и не вмещала уже всех желающих. Поэтому-то в 1748 году была заложена новая, дубовая, большая по размеру, церковь на том же месте с тем же названием. В 1752 году церковь была построена и освещена. Но в 1798 году, в результате пожара, церковь полностью сгорела, и 17 ноября 1799 года была заложена вновь с тем же названием из дуба на каменном фундаменте. В 1802 году церковь построена и освящена. Форма церкви была «осьмигранная», с таким же алтарем, в поперечнике 13,5 аршин, из дубового леса, и покрыта была тесом. Купол бревенчатый.
В 1745 году в станице встречались следующие фамилии: Утка, Ирлов (Юрлов, Юров), Юсов, Брехов, Зюзя, Харсей, Вихлянцев, Сказоватой, Патрин, Бочаров, Тусов, Недоколотыш, Пикин, Бот, Пузачик, Купка, Жупанов, Шурухен, Дюк, Кузнец (Кузнецов).
«Старая станица» место родины храброго старшины Афанасия Ивановича Попова. В 1788 году сам Суворов убедительно просил атамана Иловайского прислать к нему поскорее Попова с полком для усмирения ногайцев.
Смирнов в «Собрание русских военных рассказов» писал: «Березовской станицы войска Донского урядник Евсей Селезнев много лет служил при Суворове и был им очень любим…».

### Сегодняшняя станица Берёзовская
На месте «Старой станицы» станица Берёзовская просуществовала до 1859 года. А раньше, лет десять назад, река Медведица, резко изменила свое русло и, буквально, начала расчленять станицу на части. Раз за разом разорялись дома и постройки, гибла скотина, наносился непоправимый урон. Это стало последней каплей терпения жителей. Началось переселение станицы на новое место опять вверх по реке Медведице.
Переселение затянулось не на одно десятилетие. Деревянные постройки после разборки переправлялись на левый берег Медведицы, а большинство изб пришлось строить заново. Люди долгое время жили в двух станицах. По рассказам старожилов, станичники совершали крестный ход к часовне, которую они оставили со старыми развалинами.
«Новая» станица Берёзовская имела широкие улицы, которые шли с юго-запада на северо-восток. При таком их расположении было легче ориентировать окна домов на юг. В «старой» же станице дома обычно обращали на улицу глухой стороной, что опять же было связано со стратегическими соображениями. Главных улиц в станице было две: одна тянулась вдоль реки Медведицы и называлась Казачья (затем Школьная, потом Ловягина) и вторая шедшая от моста вверх — называлась Красной улицей (сейчас Недорубова).
Кроме того, станица имела квартальную планировку. Она создавалась по заранее составленному войсковыми землемерами плану. Место для вновь отстраивающегося подворья выделял станичный атаман по заявлению хозяина-строителя. В каждом квартале избирались и утверждались атаманом квартальные — ответственные за чистоту, благоустройство и пожарную безопасность. Квартальные же организовывали ночные дежурства жителей своего квартала. (С 1911 года в станице в каждом квартале избирался свой атаман). При необходимости атаман созывал станичников на общественные работы: чистку колодцев, русла речки, засыпку оврагов и пр. 
Станица относилась к Усть-Медведицкому округу Земли Войска Донского (с 1870 — Область Войска Донского).
Из статистического описания Земли Войска Донского в книге «Список населенных мест за 1859 год» мы находим следующие данные: «Березовская станица, при реке Медведице, на расстоянии от окружной станицы 150 км, число дворов было — 156 (?), число жителей всего — 2150, мужского пола — 1140, женского — 1010. В станице была православная церковь − 1 и приходское училище — 1. В юрте её были следующие хутора: Каменновых, Ломовский, Петрушин, Рогачев, Кувшинов, Ловягин, Рубежный, Бобровский, Исаев, Плотников, Попов, Заплавский, Булгурин».
После переселения казаки станицы Берёзовской бережно перенесли церковь со «Старой станицы» и 4 октября 1859 года заложили её у кладбища. Построена она была в 1860 году и освещена 17 декабря. Другая церковь, каменная, одно престольная, пятиглавая, с колокольнею, во имя «Рождества христова» с железной оградой, на каменном фундаменте была построена и освещена 6 сентября 1885 года. Стоимость постройки составила — 95 000 рублей.
По состоянию на 1897 год в станичному юрту относилось 13 хуторов с общей численностью населения около 9000 человек. Согласно алфавитному списку населённых мест Области Войска Донского 1915 года в станице имелось станичное правление, мировой судья, судебный следователь, судебный пристав, ветеринарный врач, медицинский врач, церковь, два двухклассных училища, женское училище, церковно-приходская школа, земский приемный покой, аптека, почтово-телеграфное отделение, ссудо-сберегательная касса, кредитное товарищество, скотолечебница, 2 ветряных мельницы, кирпичный и кожевенный заводы, земельный надел станицы составлял 7376 десятин, всего в станице проживало 1267 мужчин и 1257 женщин.

### Административно-территориальная принадлежность
С 1928 года — районный центр Берёзовского района Хопёрского округа (упразднён в 1930 году) Нижне-Волжского края (с 1934 года — Сталинградского края, с 1936 года — Сталинградской области, с 1961 года — Волгоградской области). Указом Президиума ВС РСФСР от 01 февраля 1963 года № 741/95 Берёзовский район был ликвидирован. Берёзовский сельсовет был передан в состав Котовского района. В составе Даниловского района — с 1966 года

## Население
Динамика численности населения по годам:
| 1859 | 1873 | 1897 | 1915 | 1939 | 1959 | 1987  | 2002 |
| ---- | ---- | ---- | ---- | ---- | ---- | ----- | ---- |
| 2150 | 1520 | 2821 | 2524 | 3067 | 3505 | ≈2400 | 1895 |

| 1959 | 2010  |
| ---- | ----- |
| 3505 | ↘1769 |

## Инфраструктура
Личное подсобное хозяйство с зоной сельскохозяйственного использования, индивидуальная застройка усадебного типа.
В 2009 году на базе средней школы была открыта МКОУ Берёзовская кадетская (казачья) средняя школа-интернат.
Больница

## Транспорт
Через станицу проходит автодорога, связывающая посёлок Даниловка и город Фролово. Также автодорогой с твёрдым покрытием станица связана с расположенным на противоположном берегу реки Медведицы хутором Плотников 1-й.